# Melbysund
Melbysund är en småort i Risinge socken i Finspångs kommun belägen cirka 15 km öster om Finspång. Från 2023 klassar SCB bebyggelsen som en småort. 